# Heath (Alabama)
Heath è un comune degli Stati Uniti d'America situato nella contea di Covington dello Stato dell'Alabama.